# 판벌려 - 이번 판은 한복판
《판벌려 - 이번 판은 한복판》은 JTBC2에서 방송된 텔레비전 프로그램이다.

## 방송 개요
이번 판은 한복판이다! 화려했던 지난날을 잊고, 연습생 신분으로 돌아간 셀럽파이브. 배움의 자세로 돌아가 아이돌계 최초 '장인 시스템' 도입. 분야별 장인들에게 직접 '원포인트레슨'을 사사받은 후 셀럽파이브의 한복판(센터)을 차지할 한 명을 뽑는다!

## 방송 시간
| 방송 채널 | 방송 기간                      | 방송 시간          | 비고 |
| JTBC2     |                                |                    |      |
| --------- | ------------------------------ | ------------------ | ---- |
| JTBC2     | 2019년 6월 4일 ~ 2019년8월20일 | 화요일 밤 8시 00분 |      |

## 출연자

### 고정 멤버
- 송은이
- 김신영
- 안영미
- 신봉선

## 같이 보기
- 무한걸스 (MBC 에브리원 자체 제작 방송 프로그램)
- 셀럽파이브